# Amygdalum dendriticum
Amygdalum dendriticum is een tweekleppigensoort uit de familie van de Mytilidae. De wetenschappelijke naam van de soort is voor het eerst geldig gepubliceerd in 1811 door Megerle von Mühlfeld.